# Lekkoatletyka na Letnich Igrzyskach Paraolimpijskich 2012 – 200 metrów T11 mężczyzn
W biegu na 200 metrów kl. T11 mężczyzn podczas Letnich Igrzysk Paraolimpijskich 2012 rywalizowało ze sobą 18 zawodników. W konkursie udział wzięły osoby niewidome lub bardzo słabo widzące.

## Wyniki

### Eliminacje
Bieg 1
| Poz. | Zawodnik                | Narodowość  | Rezultat | Uwagi |
| ---- | ----------------------- | ----------- | -------- | ----- |
| 1    | Elchin Muradow          | Azerbejdżan | 23,49    | Q     |
| 2    | Gauthier Tresor Makunda | Francja     | 23,67    | q     |
| 3    | Kitsana Jorchuy         | Tajlandia   | 24,31    |       |
| 4    | Olusegun Francis Rotawo | Nigeria     | 24,40    |       |

Bieg 2
| Poz. | Zawodnik            | Narodowość        | Rezultat | Uwagi |
| ---- | ------------------- | ----------------- | -------- | ----- |
| 1    | Shang Baolong       | Chiny             | 23,43    | Q     |
| 2    | David Brown         | Stany Zjednoczone | 23,54    | q     |
| 3    | Arian Iznaga        | Kuba              | 23,77    | q     |
| 4    | Bikram Bahadur Rana | Nepal             | 26,95    |       |

Bieg 3
| Poz. | Zawodnik         | Narodowość | Rezultat | Uwagi |
| ---- | ---------------- | ---------- | -------- | ----- |
| 1    | Lucas Prado      | Brazylia   | 22,96    | Q     |
| 2    | Ananias Shikongo | Namibia    | 23,02    | q     |
| 3    | Xue Lei          | Chiny      | 23,66    | q     |

Bieg 4
| Poz. | Zawodnik            | Narodowość        | Rezultat | Uwagi |
| ---- | ------------------- | ----------------- | -------- | ----- |
| 1    | Felipe Gomes        | Brazylia          | 22,99    | Q     |
| 2    | Jose Sayovo Armando | Angola            | 23,07    | q     |
| 3    | Elexis Gillette     | Stany Zjednoczone | 25,42    |       |
| 4    | Pita Rondao Bulande | Mozambik          | 26,68    |       |

Bieg 5
| Poz. | Zawodnik                  | Narodowość | Rezultat | Uwagi |
| ---- | ------------------------- | ---------- | -------- | ----- |
| 1    | Daniel Silva              | Brazylia   | 23,29    | Q     |
| 2    | Firmino Baptista          | Portugalia | 24,00    | q     |
| 3    | Octavio Angelo dos Santos | Angola     | 24,31    |       |

### Półfinały
Bieg 1
| Poz. | Zawodnik       | Narodowość        | Rezultat | Uwagi |
| ---- | -------------- | ----------------- | -------- | ----- |
| 1    | Felipe Gomes   | Brazylia          | 22,97    | Q     |
| 2    | Elchin Muradow | Azerbejdżan       | 23,41    |       |
| 3    | David Brown    | Stany Zjednoczone | 23,47    |       |
| 4    | Xue Lei        | Chiny             | 25,91    |       |

Bieg 2
| Poz. | Zawodnik                | Narodowość | Rezultat | Uwagi |
| ---- | ----------------------- | ---------- | -------- | ----- |
| 1    | Daniel Silva            | Brazylia   | 22,84    | Q     |
| 2    | Shang Baolong           | Chiny      | 23,22    |       |
|      | Gauthier Tresor Makunda | Francja    | DQ       |       |
|      | Arian Iznaga            | Kuba       | DNS      |       |

Bieg 3
| Poz. | Zawodnik            | Narodowość | Rezultat | Uwagi |
| ---- | ------------------- | ---------- | -------- | ----- |
| 1    | Jose Sayovo Armando | Angola     | 22,84    | Q     |
| 2    | Lucas Prado         | Brazylia   | 22,92    | q     |
| 3    | Firmino Baptista    | Portugalia | 24,06    |       |

### Finał
| Poz. | Zawodnik            | Narodowość | Rezultat | Uwagi |
| ---- | ------------------- | ---------- | -------- | ----- |
| 1    | Felipe Gomes        | Brazylia   | 22,97    |       |
| 2    | Daniel Silva        | Brazylia   | 22,99    |       |
| 3    | Jose Armando Sayovo | Angola     | 23,10    |       |
| 4    | Lucas Prado         | Brazylia   | 23,15    |       |